# 省医院站
省医院站是哈尔滨地铁2号线的地铁车站，位于中国黑龙江省哈尔滨市香坊区珠江路与衡山路交叉口，临近黑龙江省医院，于2021年9月19日开通。

## 车站结构
省医院站沿珠江路设置，为地下双层双跨（局部双柱两层三跨）岛式站台车站，车站总长208.4米，标准段宽度为19.7米。车站地下一层为站厅层，地下二层为站台层，站台宽度11米。
| 地面              | 出入口 | 1-3出入口 |
| 地下一层          | 站厅   | 客服中心、自动售票机、验票机                                                                                  |
| 地下二层          | 站台层 | \| \| \| █ 2号线往江北大学城（省政府） \| \| 島式 · 開左邊车门 \| \| \| \| \| \| █ 2号线往气象台（珠江路） \| |
|                   |        | █ 2号线往江北大学城（省政府）                                                                                 |
| 島式 · 開左邊车门 |        | |
|                   |        | █ 2号线往气象台（珠江路）                                                                                     |

## 车站出口
省医院站共设3个出口，各出口及周围设施如下所示：
| 编号                                  | 建议前往的目的地               | 照片 | 无障碍设施 |
| ------------------------------------- | ------------------------------ | ---- | ---------- |
| 1出口 · 出口 · 上海地铁无障碍电梯标志 | 衡山路，珠江路，黑龙江省医院   |      |            |
| 2出口 · 出口                          | 衡山路，万达广场（香坊店）     |      | 不適用     |
| 3出口 · 出口                          | 珠江路，黑龙江省计量科学研究院 |      | 不適用     |
| 注： 设有                             |                                |      |            |

## 接驳交通

### 公交车
| 省妇儿中心 | 省妇儿中心                   | 省妇儿中心 | 省妇儿中心           | 省妇儿中心          |
| 编号       | 路线                         | 路线       | 路线                 | 备注                |
| ---------- | ---------------------------- | ---------- | -------------------- | ------------------- |
| 16         | 泰鑫国典公交首末站           | ⇆          | 通江湿地公交枢纽站   |                     |
| 17         | 电碳厂                       | ⇆          | 爱建新城公交首末站   |                     |
| 21         | 农业大学                     | ⇆          | 工部街               |                     |
| 70         | 油坊街                       | ⇆          | 省航运站             |                     |
| 72         | 哈尔滨德格藏医医院（邓家屯） | ⇆          | 省航运站             |                     |
| 82         | 阳明滩公交场站（洪湖路）     | ⇆          | 天木小区             |                     |
| 90         | 南湖路（青山路路口）         | ⇆          | 北棵街               |                     |
| 99         | 泰鑫国典公交首末站           | ⇆          | 顾新街（乡政街路口） |                     |
| 209        | 阳光绿色家园小区             | ⇆          | 阳明滩大桥南         |                     |
| 251        | 旭升南街                     | ↻          | 旭升南街             | 定时班车；原 56上环 |
| 252        | 旭升南街                     | ↺          | 旭升南街             | 定时班车；原 56下环 |
| 366        | 哈铁党校                     | ⇆          | 通港街               |                     |

## 车站历史
本站建设时期工程名为衡山路站，后黑龙江省医院提出更改站名申请，2021年6月末更名申请得到哈尔滨市民政局的批复，车站更名为省医院站。但因该站距离位于中山路的黑龙江省医院约1.2公里路程，出站后前往目的地并不方便，该站名受到部分乘客诟病。
- 2017年4月29日，车站主体结构封顶[2]。
- 2021年9月19日，随2号线一期工程通车一同开通[1]。
- 2022年
  - 4月20日，受新冠疫情影响，车站暂停运营[5]。5月5日，车站恢复运营[6]。
  - 8月31日，受新冠疫情影响，车站暂停运营[7]。9月9日，车站恢复运营[8]。
  - 9月23日，受新冠疫情影响，车站暂停运营[9]。9月29日，车站恢复运营[10]。
  - 11月20日，受新冠疫情影响，车站暂停运营[11]。12月4日，车站恢复运营[12]。